# Sint-Janshospitaal (Brugge)

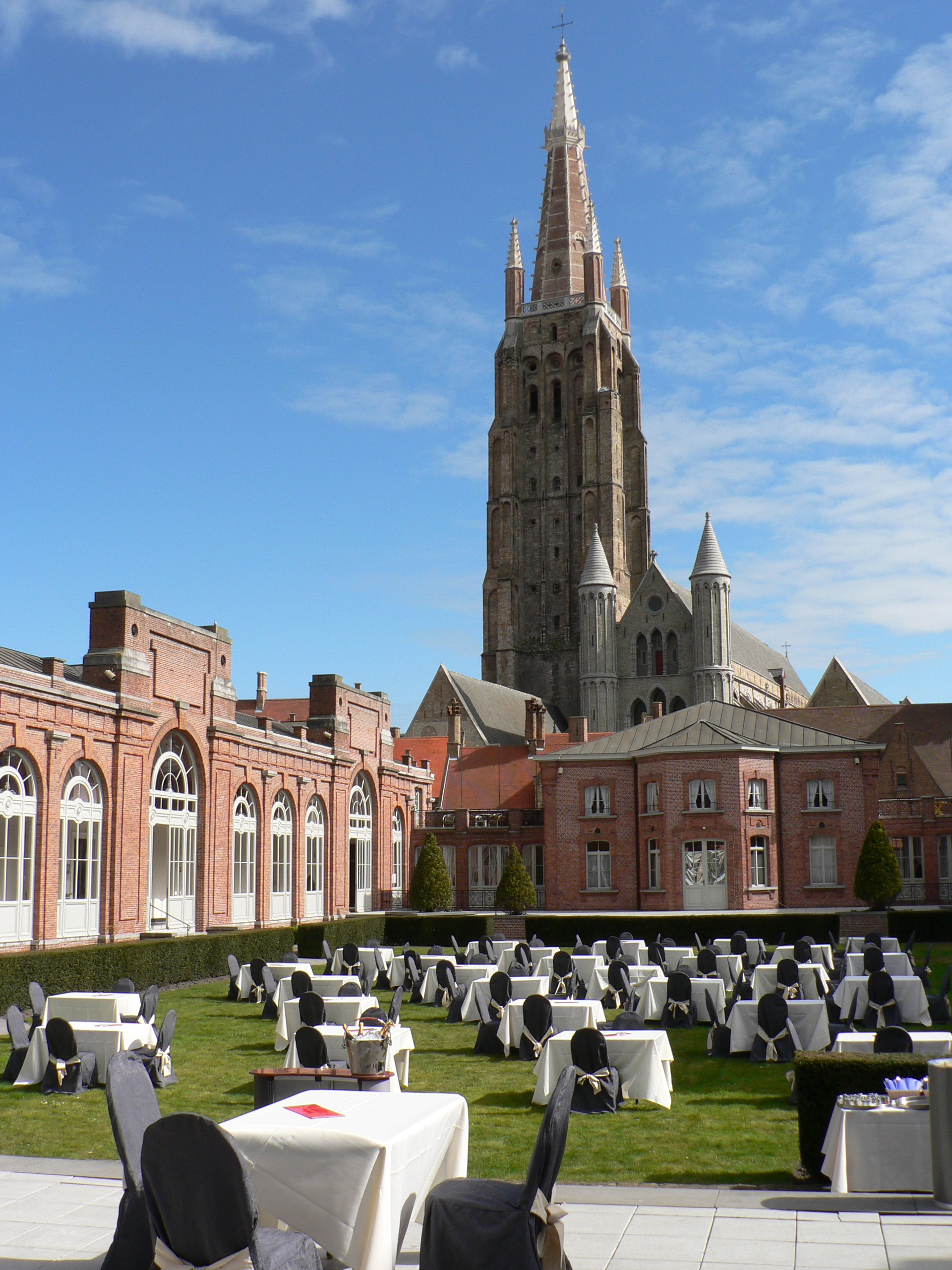
Tuin van het 19de-eeuwse Sint-Janshospitaal, met op de achtergrond de toren van de Onze-Lieve-Vrouwekerk

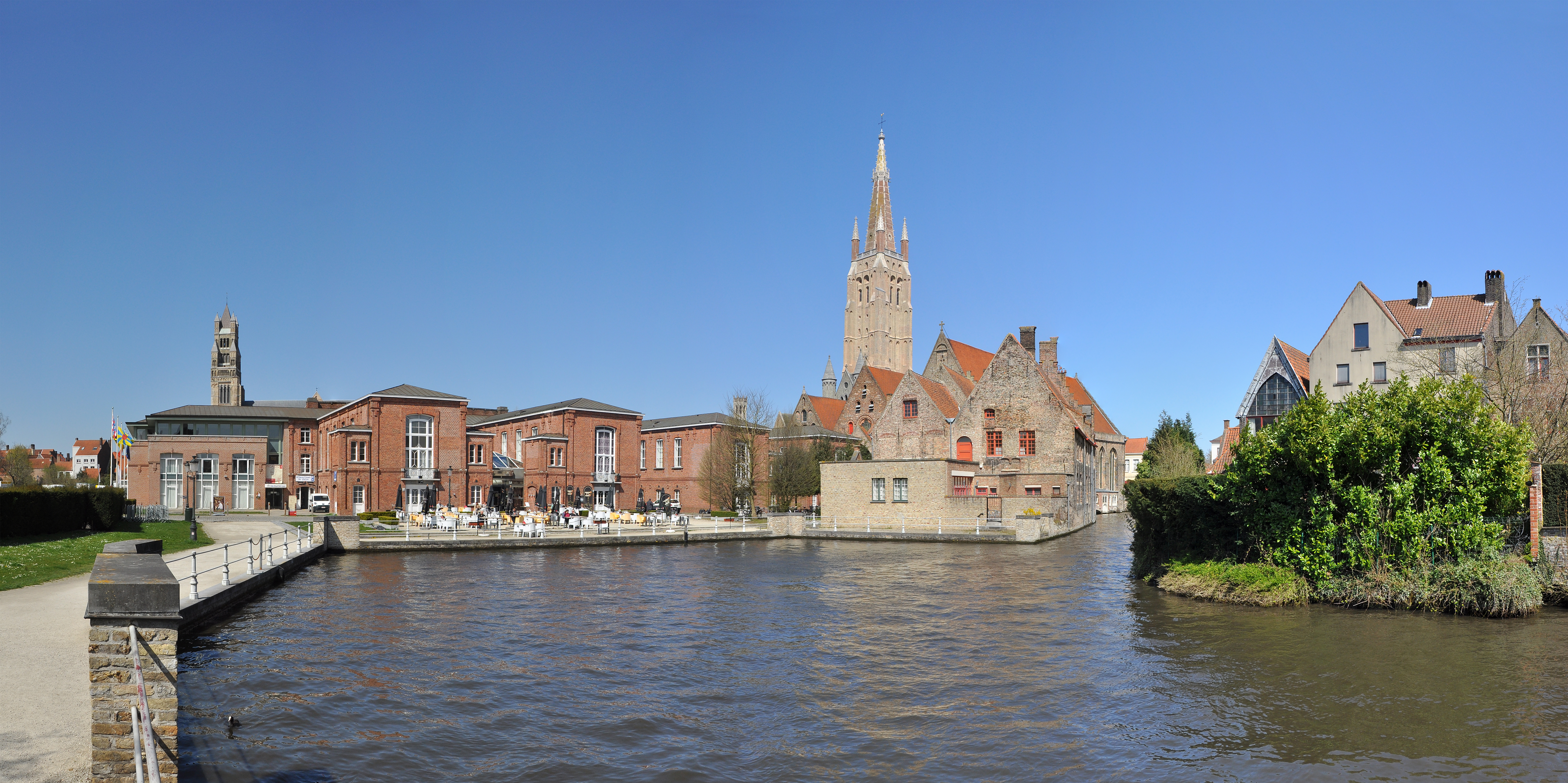
Het oud Sint-Janshospitaal gezien vanaf de waterkant

Het Sint-Janshospitaal was ooit de belangrijkste middeleeuwse stedelijke instelling voor zieken, armen en behoeftigen in de stad Brugge. Sinds 1977 zijn de middeleeuwse ziekenzalen ingericht als museum. Dat museum vertelt het verhaal van het gebouw, de zieken- en zielszorg en de kloostergemeenschap aan de hand van gebruiksvoorwerpen en kunstwerken, in de eerste plaats de werken van Hans Memling. Op de Sint-Janssite staat nog steeds:
- Het middeleeuwse hospitaalgebouw en kerk (nu Museum Sint-Janshospitaal).
- Het voormalig klooster van de zusters (nu kantoorgebouw).
- Het voormalig klooster van de broeders, dat later de apotheek werd (nu museum).
- Het in de negentiende eeuw gebouwde hospitaal ontworpen door Isidoor Alleweireldt (nu Congrescentrum Oud-Sint-Jan en horeca). Het complex staat bekend als het Oud Sint-Janshospitaal of Oud Sint-Jan.
- Mariastraat 38, vier huizen (16e-17e eeuw, nu archeologisch museum en reserves).
- De neus-keel-oorkliniek (daterend uit de jaren negentiendertig, nu restauratieateliers en reserves).
- De oogkliniek (daterend uit de jaren negentiendertig, nu restauratieateliers en reserves).
- De vroegere materniteit in de Oostmeers (daterend 1907, nu kantoorgebouw).

## Geschiedenis

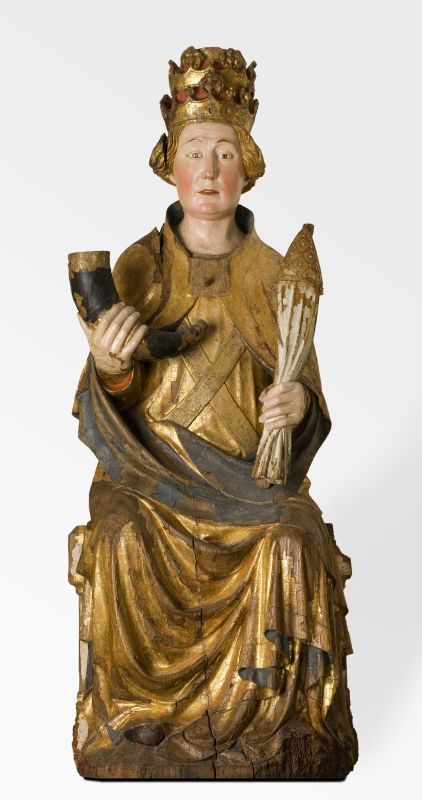
Heilige Cornelius, Sint Janshospitaal Brugge, ca. 1400

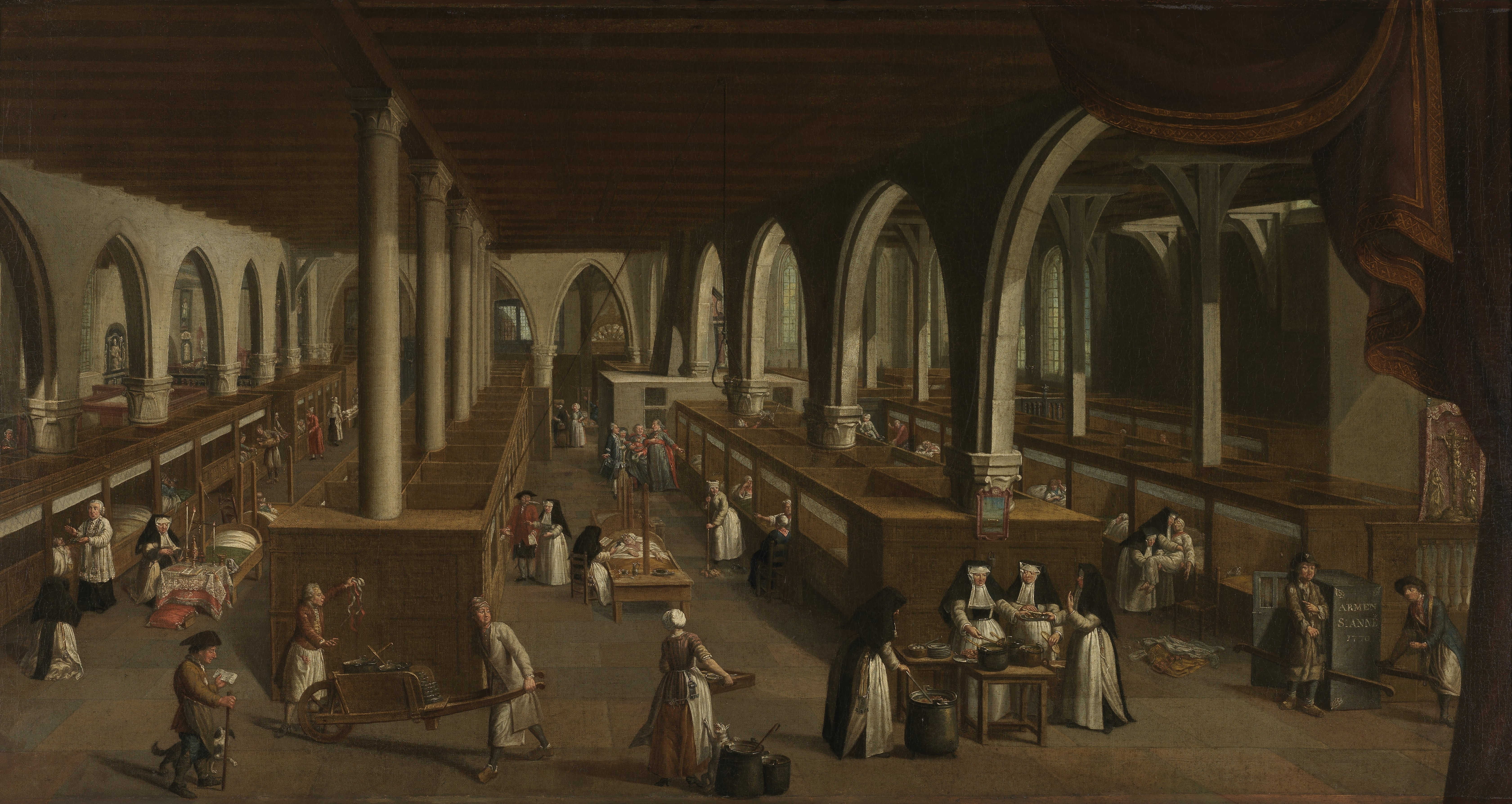
De middeleeuwse ziekenzaal eind achttiende eeuw

Het Sint-Janshospitaal kwam tot stand rond 1150 of vroeger en was hierdoor een van de oudste ziekenzorginstellingen op het Europese vasteland.
De datum 1188 is die van het eerste beschikbare document, het reglement dat werd opgesteld ten behoeve van de zusters en broeders die het hospitaal bedienden, zodat het niet onredelijk was te vermoeden dat de stichting al op een vroegere datum was gebeurd, wat trouwens door archeologische opgravingen werd bevestigd. Uit die vroegste periode werden bouwfragmenten teruggevonden.
De nog bestaande grote ziekenzaal werd rond 1200 gebouwd, hoofdzakelijk in Doornikse steen. Rond 1220 werd het broederklooster gebouwd, later als apotheek gebruikt. De gebouwen werden in de volgende eeuwen regelmatig uitgebreid, verbouwd en gerenoveerd. De kerk dateert uit de vijftiende eeuw en werd in de zestiende eeuw aangevuld met een kapel, toegewijd aan de heilige Cornelius. De kerk sloot aan bij de grote ziekenzaal, zodat vanuit hun bedstede de patiënten de goddelijke diensten konden volgen.
Het hospitaal werd ingeplant aan de Mariastraat, de toenmalige invalsweg vanuit Gent en Kortrijk. Van de eerste oorspronkelijke zaal zijn enkel de funderingen en wat muurfragmenten teruggevonden. Om te voldoen aan de stijgende behoefte voor opvang van zieken, pelgrims en reizigers begon men begin 13de eeuw met de bouw van de drie nieuwe ziekenzalen. Een bouwfase die duurde tot ongeveer 1310. Later bouwde men het mannenklooster (14de eeuw) en het zusterklooster (1544).
Na het verdwijnen van de broedergemeenschap op het einde van de zestiende eeuw, stonden de zusters augustinessen alleen in voor het beheer en de ziekenzorg. De leiding berustte hiervoor bij de door de zusters verkozen overste, mevrouw genoemd. Ze werd bijgestaan door voogden, gekozen onder de voornaamste burgers van de stad en aangesteld door het stadsbestuur.
Vanaf 1796 kwam het hospitaal onder het bestuur van de Commissie van Burgerlijke Godshuizen, vanaf 1925 van de Commissie voor Openbare Onderstand (COO), in 1977 omgevormd tot het huidige OCMW. De bestuursverantwoordelijkheid bleef in de handen van Mevrouw. Begin de jaren 1960 werd een directeur benoemd, die het bestuur voortaan in handen nam.

### 19e-eeuwse hospitaal

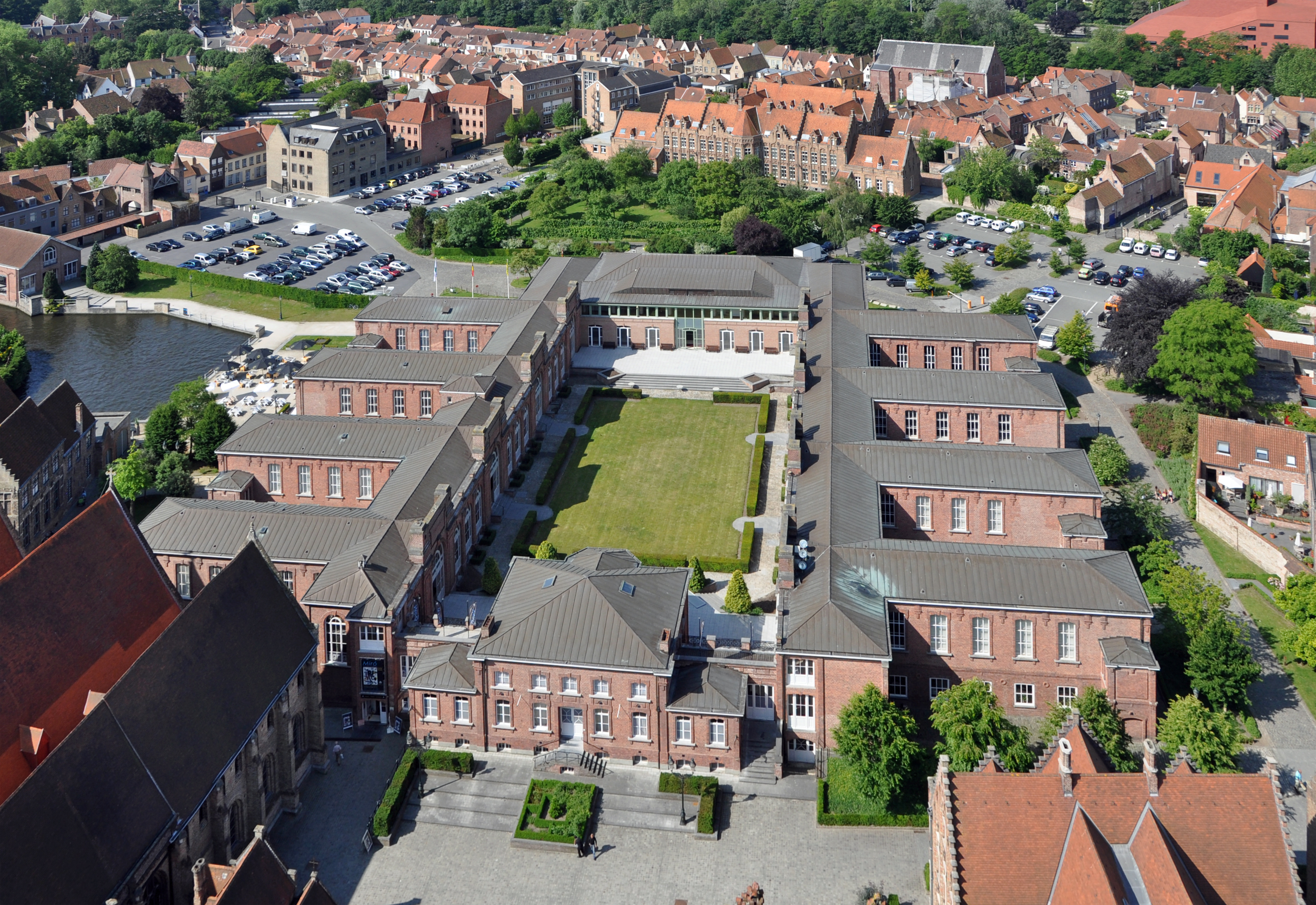
Het 19e-eeuwse hospitaalcomplex, na de restauratie van 1991.

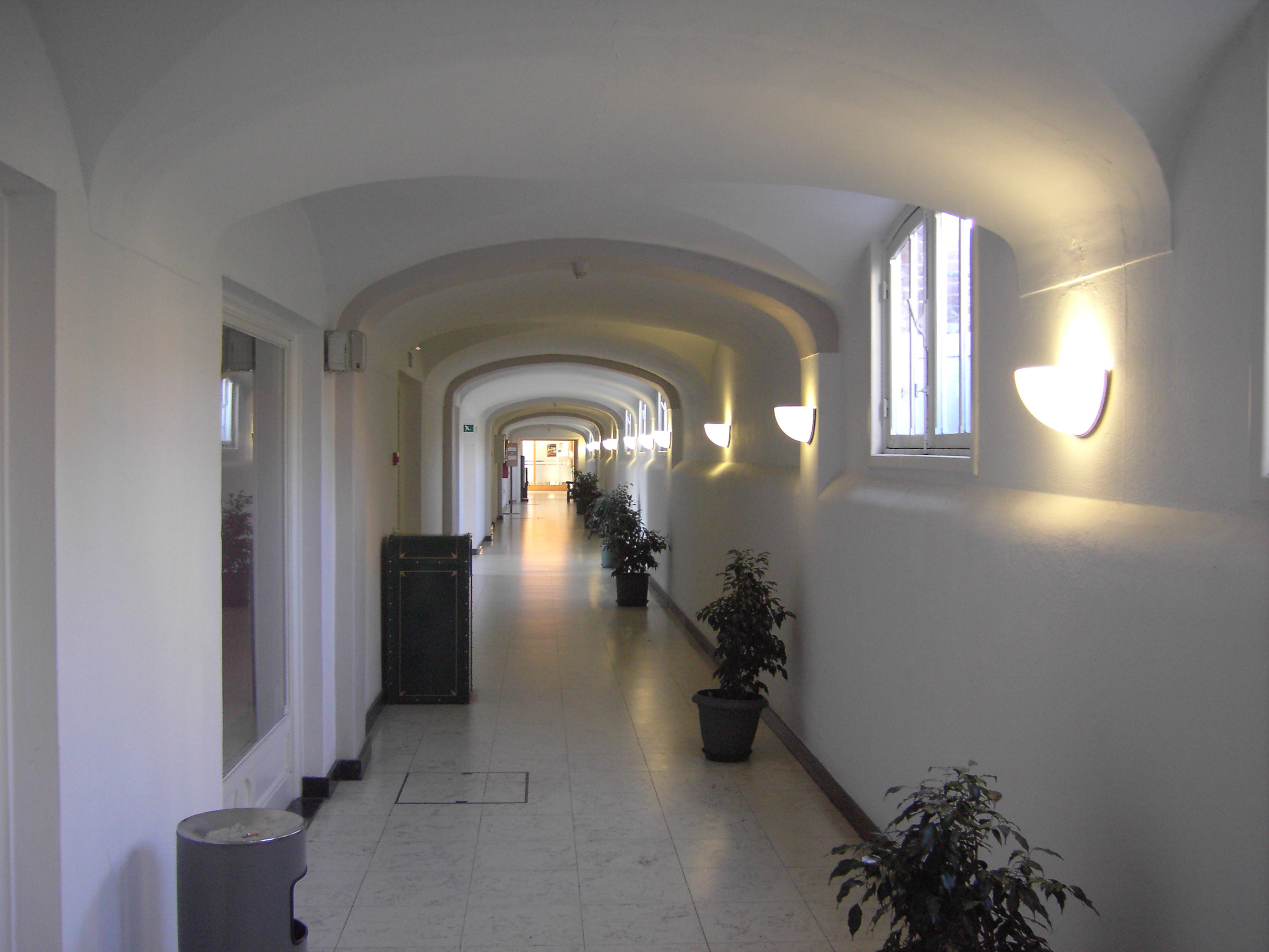
Sint-Janshospitaal uit 1864. Een centrale gang op de halfondergrondse verdieping, leidend naar de afzonderlijke ziekenzalen.

Door de evolutie van de tijd en een nieuwe kijk op de ziekenzorg en de hygiëne, werden vanaf het midden van de 19e eeuw nieuwe gebouwen een noodzaak. Een hospitaal met zestien ziekenzalen en een hoofdgebouw werd in 1864 opgetrokken, rond een binnentuin. De plannen waren van de hand van architect Isidoor Alleweireldt (1824-1892). Voor de bouw ervan moesten de brouwerij, een groot deel van de tuin en het kerkhof van het historische ziekenhuis verdwijnen.
Geleidelijk aan werden de negentiende-eeuwse ziekenzalen overbevraagd en maximaal aangewend, vooral na 1950. Tussen de verschillende vleugels, waar tuinen voor de patiënten waren aangelegd, werden bijkomende gebouwen opgetrokken. Ook in wat overbleef van de vroegere tuinen werd gebouwd, enerzijds als uitbreiding van het kloostergebouw vanwege het stijgend aantal kloosterzusters, anderzijds voor de ziekenzorg en de gespecialiseerde afdelingen. Verschillende prefabgebouwen werden toegevoegd, in afwachting van de verhuis naar het nieuwe hospitaal, die heel wat jaren op zich liet wachten.

### Herbestemming als Oud Sint-Jan
In 1977 verhuisden de ziekenhuisdiensten integraal naar nieuwe gebouwen van het AZ Sint-Jan in Sint-Pieters bij Brugge. De negentiende-eeuwse gebouwen en de meer recente toevoegingen bleven onbeheerd achter en stonden geruime tijd leeg. Ze werden stilaan het voorwerp van vandalisme. Het stadsbestuur, in de eerste plaats de recent benoemde burgemeester Frank Van Acker, had de intentie alles te slopen en plaats te maken voor de bouw van een grootschalig hotel, op te richten door een internationale hotelketen. Deze en gelijkaardige ideeën strandden echter toen duidelijk werd dat de negentiende-eeuwse gebouwen in behoorden tot het genomen beschermingsbesluit van het geheel als onroerend erfgoed. Niet alleen de middeleeuwse gebouwen maar het hele kadastraal perceel was in 1943 als monument beschermd, een oorlogsbeslissing die in 1949 door een regentsbesluit werd bekrachtigd. Herhaalde aanvragen bij opeenvolgende bevoegde ministers, om de meer recente gebouwen, met inbegrip van de negentiende-eeuwse, aan de bescherming te onttrekken, botsten op het ongunstig advies van de Koninklijke Commissie voor Monumenten en Landschappen, dat telkens door deze ministers werd gevolgd.
De stad Brugge besliste in 1981 het volledige complex in erfpacht te geven voor 99 jaar aan door een Oostendse vastgoedpromotor opgerichte naamloze vennootschap. Hij deelde mee dat hij, na restauratie, naar de zestien beschikbare zalen van het negentiende-eeuws gebouw even zoveel antiekzaken met internationale reputatie zou lokken. Dit idee kwam echter niet van de grond en na enige tijd werd de vennootschap doorverkocht en de erfpacht werd overgenomen door oud-burgemeester Michel Van Maele en een groep van investeerders.
De verwaarloosde gebouwen en de verwilderde tuinen werden grondig aangepakt.
Zonder probleem ditmaal, werden in 1991 alle twintigste-eeuwse uitbreidingen, gebouwen en prefabs gesloopt. Alleen de negentiende-eeuwse gebouwen bleven overeind en bleken nog in constructief stevige toestand te verkeren. Een grondige opknapbeurt naar ontwerp van architect Paul Salens (Brugge) vond plaats en een nieuw gebouw naar ontwerp van architect Luc Vermeersch werd eraan toegevoegd, ter vervollediging van het geheel. Na sloping van het recente kloostergedeelte (de geslonken kloostergemeenschap had voldoende met de historische kloostergebouwen) werd een Reie-inham gecreëerd.
Voortaan werden de gebouwen, onder de naam Oud Sint-Jan in gebruik genomen voor uiteenlopende doelen: congressen, tentoonstellingen, feestelijkheden, jaarbeurzen, winkels, restaurants. Door meningsverschillen onder de voornaamste aandeelhouders, werd, na het overlijden van Michel Van Maele, de meerderheid van de aandelen overgedragen aan de Spaanse multinationale groep die ook het Boudewijnpark had overgenomen. De oorspronkelijke doelstelling om er een cultuur- en congrescentrum te ontwikkelen, werd niet helemaal ingelost. De gebouwen kregen vooral een commerciële invulling. De tentoonstellingen (tijdelijk of permanent) die er werden georganiseerd, hadden vooral betrekking op grafisch werk van Spaanse kunstenaars, zoals Pablo Picasso en Joan Miró.
De twintigste-eeuwse gebouwen werden door stadsdiensten ingenomen:
- De kraamkliniek (gebouwd in 1907) werd ingenomen door de technische diensten van de stad.
- De oogkliniek en de neus-, keel- en oorkliniek (gebouwd in de jaren 1920-1935) werden het archeologisch museum van de stad (Mariastraat 36), de ateliers voor herstellingen en restauraties, en de reserves voor kunstwerken van de verschillende musea.

## Museum: Hans Memling en het Sint-Janshospitaal

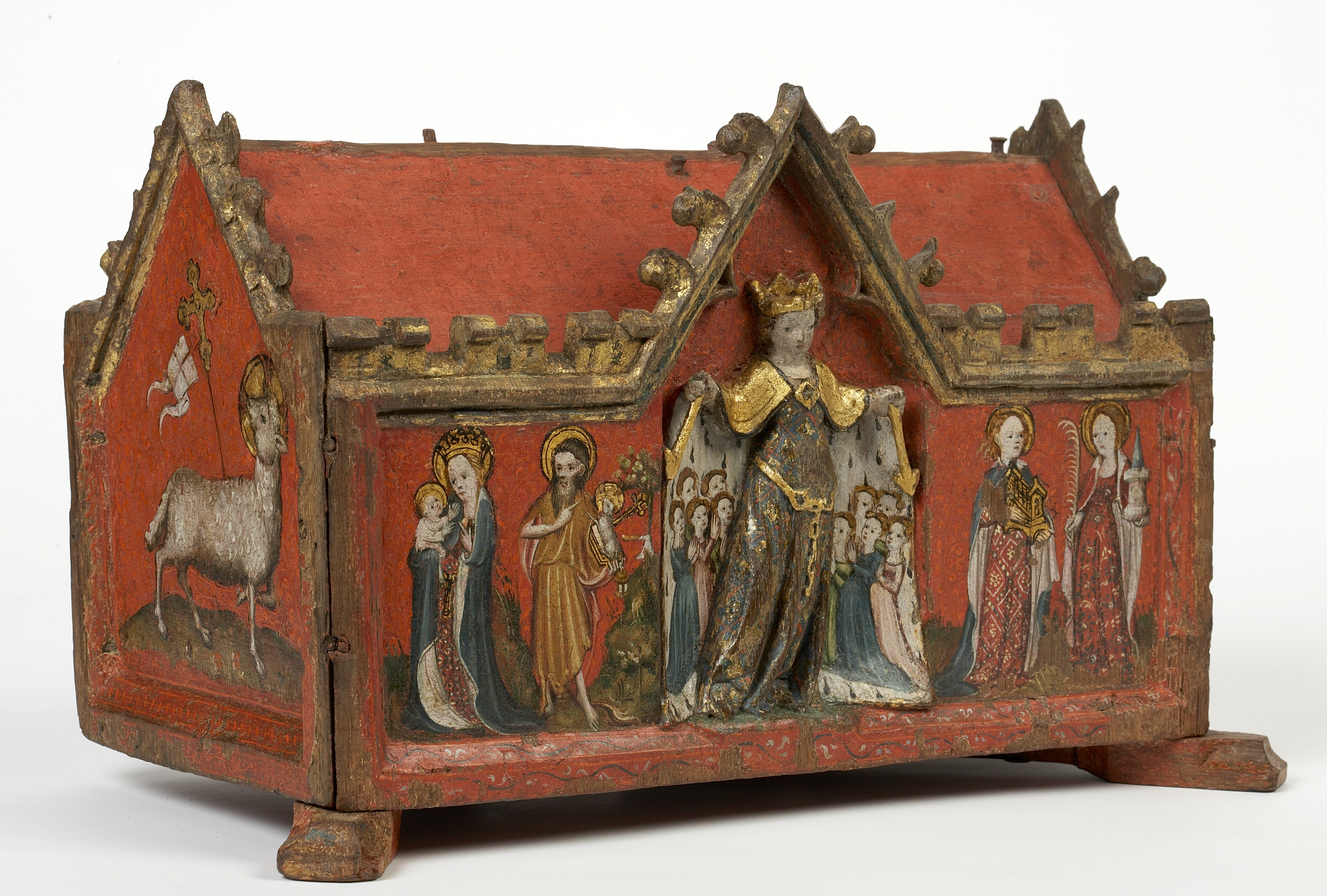
Klein Ursulaschrijn Sint-Janshospitaal Brugge, ca. 1400

In het Sint-Janshospitaal werden zieken en behoeftigen opgevangen, maar van echte ziekenzorg was voor de 19de eeuw weinig sprake. Zo was er lange tijd geen arts verbonden aan het hospitaal, wel een priester. Medische handelingen zoals aderlaten of een gebroken arm zetten deed de barbier of de chirurgijn. De religieuze zusters augustinessen verzorgde de patiënten, die drie maaltijden, propere kledij en een bed kregen. De erediensten in de kapel die in de noordelijke beuk van het hospitaal is geïntegreerd zorgde voor een permanent contact met God. In de ziekenzalen waren kleine altaren opgesteld, gewijd aan een of andere geneesheilige. De heilige Rochus werd aanbeden tegen de pest, de heilige Lucia voor allerlei oogaandoeningen, en de heilige Cornelius als beschermer voor epilepsie en kinderziekten.

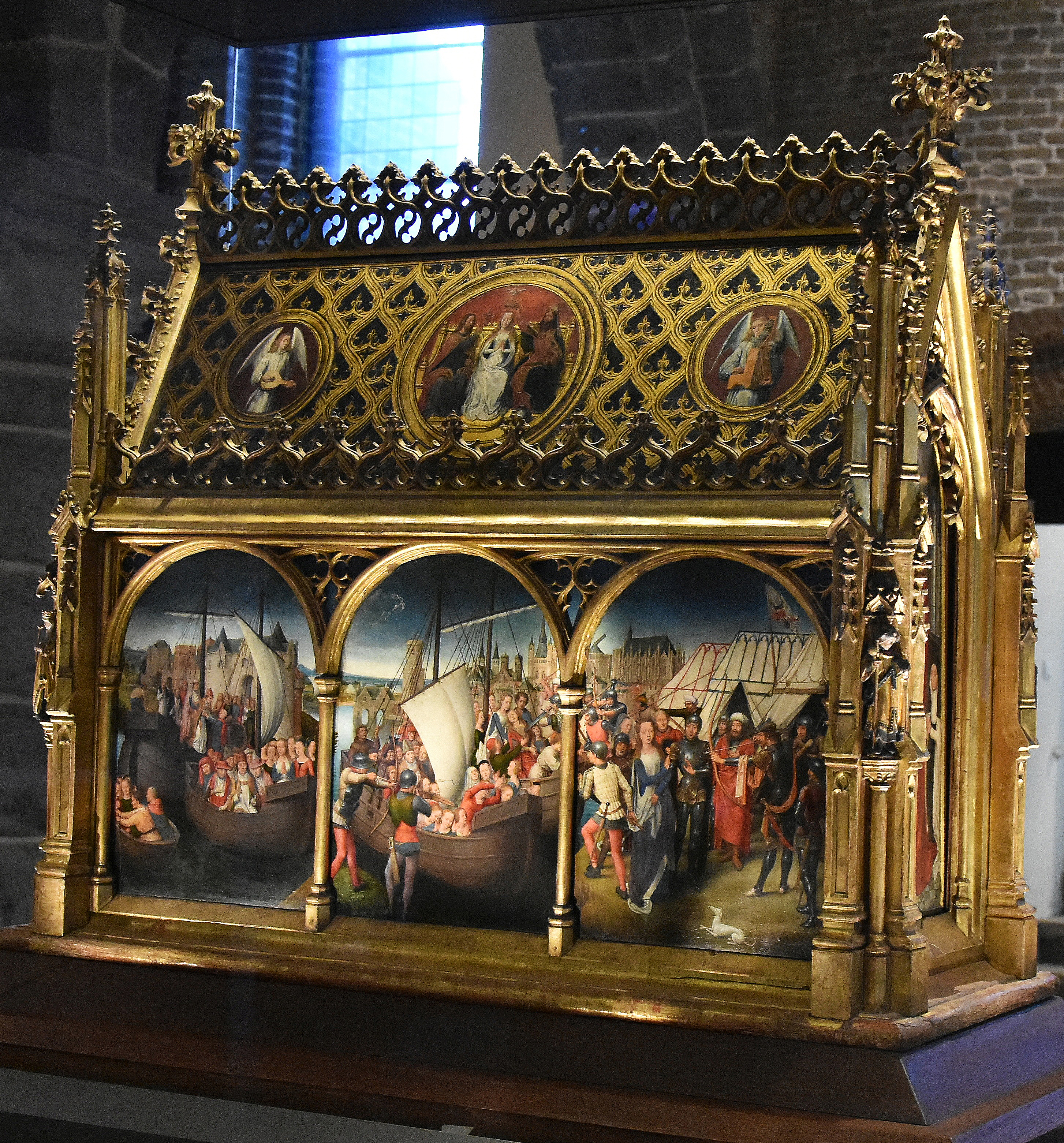
Ursulaschrijn, met panelen geschilderd door Hans Memling, Sint-Janshospitaal, 1489

De heilige Ursula werd aanroepen voor een goede dood. Al omstreeks 1400 was er een schijn met relieken van die heilige Ursula en haar 11.000 maagden in het hospitaal aanwezig. In 1489 werden die relieken plechtig overgebracht naar een veel imposanter Ursulaschrijn, geschilderd door Hans Memling in opdracht onder meer van twee kloosterzusters van Sint-Jan. Dat grote schrijn bleef in de kapel van het Sint-Janshospitaal bewaard tot 1839, toen het naar de kapittelkamer in het klooster van de zusters werd overgebracht om er samen met de andere schilderijen die Memling in opdracht van de kloosterorde maakte, het eerste Memlingmuseum te vormen. Anno 2019 is de collectie van dit museum te zien in de ziekenzaal van het Sint-Janshospitaal.

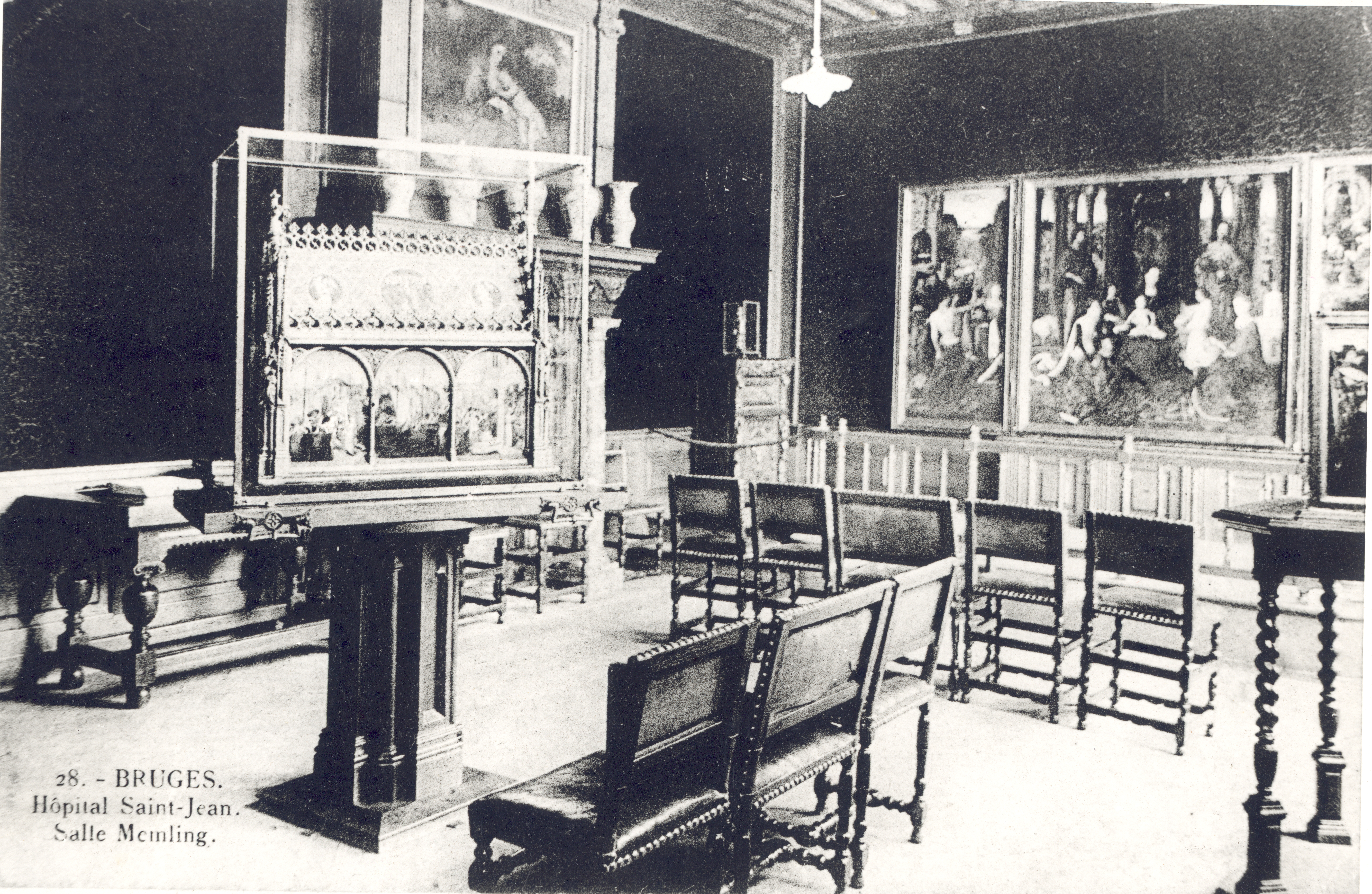
Gezicht in het Memlingmuseum in de kapittelzaal van het zusterklooster van het Sint-Janshospitaal in Brugge in de 19de eeuw

Het grote Sint-Jansdrieluik van Memling was daar sinds de 17de eeuw opgesteld, toen de hospitaalkapel een barokke interieurinrichting kreeg met een altaarstuk van Jacob van Oost. Hans Memling schilderde ook twee kleine drieluiken in opdracht van hospitaalbroeders Jan Floreins en Adriaan Reyns, die in dat museum het gezelschap kregen van het Tweeluik van Maarten van Nieuwenhove en het Portret van een jonge vrouw, schilderijen uit Brugse opgedoekte instellingen na de Franse Revolutie. De werken van Hans Memling werden dankzij het onderzoekswerk van James Weale en andere gezaghebbende critici, die de Vlaamse Primitieven in kerken en kloosters bestudeerden en deze meesters via archieven herontdekten.

Rond het midden van de negentiende eeuw werden de nieuwgebouwde ziekenzalen in gebruik genomen. De middeleeuwse ziekenzalen kregen een andere invullingen. Het eerste vooruitzicht was dat deze "ongezonde gebouwen" zouden worden gesloopt, maar dit ging niet door. De grote ziekenzaal werd hoofdzakelijk benut als kapittelzaal voor de toen nog talrijke kloostercongregatie. Ze werd daarnaast gebruikt voor het organiseren van concerten, bijeenkomsten en medische congressen. In 1958 krijgt een groot gedeelte van het patrimonium van het oude hospitaal onderdak in de oude ziekenzalen. Alleen de kapel blijft nog in gebruik tot in 1984 voor zowel de kloosterzusters, als voor de uitvaarten van in het ziekenhuis overleden patiënten en (tot in 1977) voor het dopen van in de materniteit geboren kinderen. In het voormalige broederklooster bleef, eveneens tot in 1977, de apotheek van het hospitaal gehuisvest, naast de 'voogdenkamer', waar de bijeenkomsten van het hospitaalbestuur eeuwenlang werden gehouden.

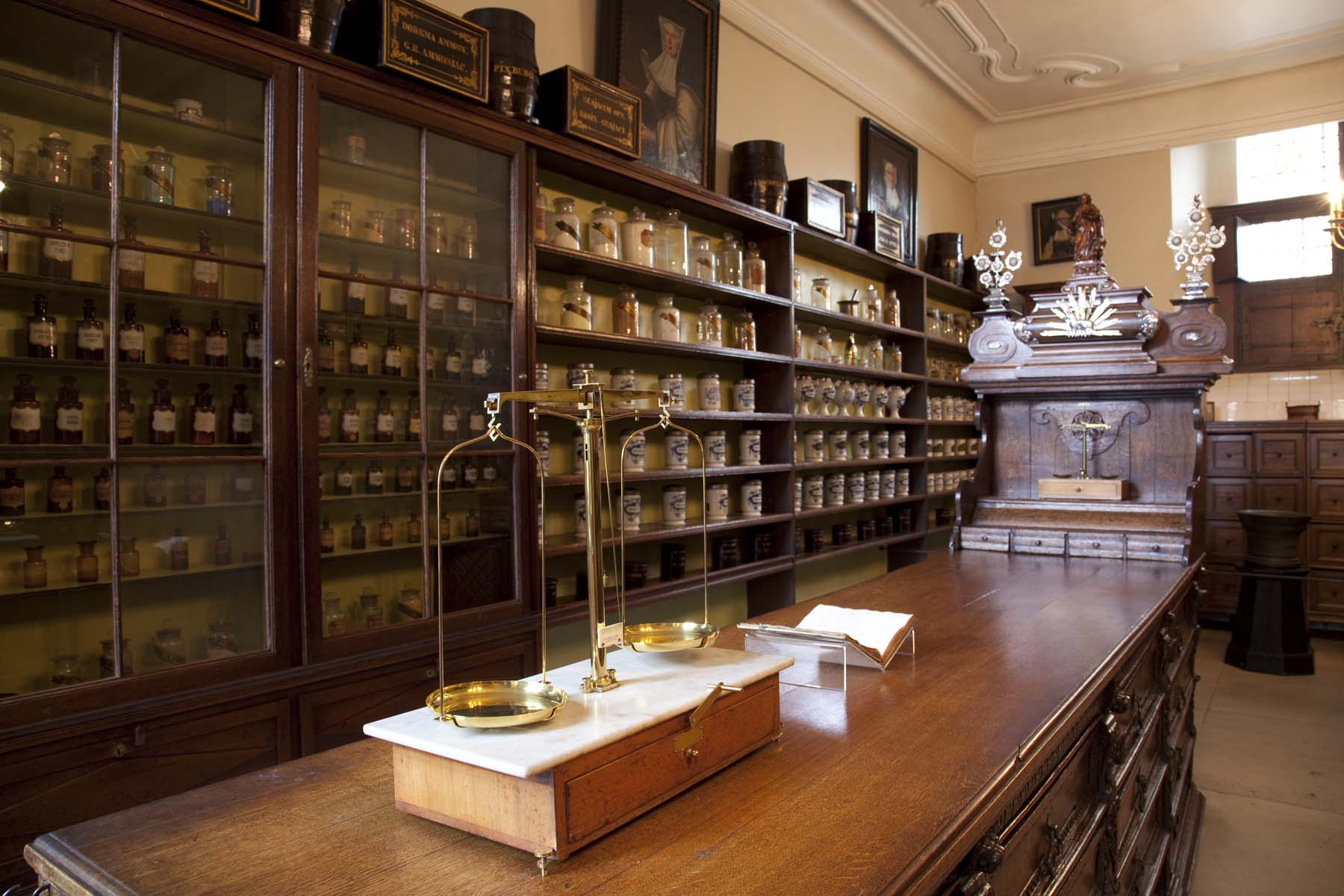
Hospitaalapotheek Sint-Janshospitaal Brugge 18de eeuw

De succesvolle tentoonstelling "800 jaar Sint-Jan" in 1977 markeerde tegelijk de verhuis van het medische zorgen van het Sint-Janshospitaal van de eeuwenoude site naar een gloednieuw ziekenhuis AZ Sint-Jan in de rand van Brugge (1978). De permanente inrichting van de middeleeuwse ziekenzalen van Sint-Janshospitaalmuseum, ook wel Memlingmuseum genoemd omdat de zes werken van de meester er samen te zien waren, werd uitgebreid met andere schilderijen en heiligenbeelden, maar ook medische materialen, gebruiksvoorwerpen en meubilair. In de noordbeuk was ook een enscenering met de beddenbakken en uitvergrote figuren uit het schilderij van Jan Beerblock te zien.

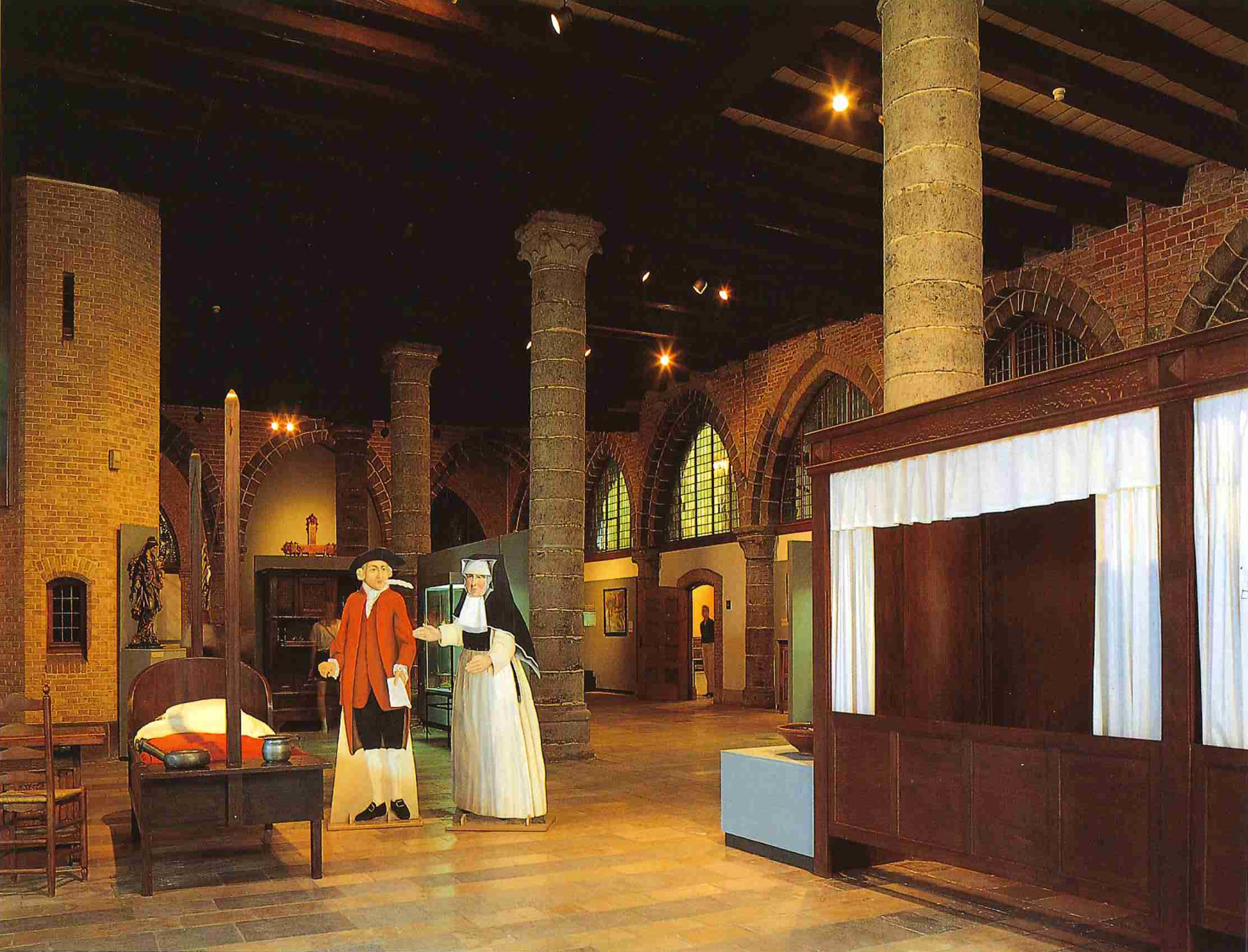
Binnengezicht Sint-Janshospitaal Brugge, ca. 1990

In 1984 werden de schilderijen van Memling opnieuw verhuisd, ditmaal naar de kapel nadat de kerkelijke diensten er waren stopgezet. Ook het voormalige broederklooster met apotheek en kruidentuin werd in het museumcircuit opgenomen.

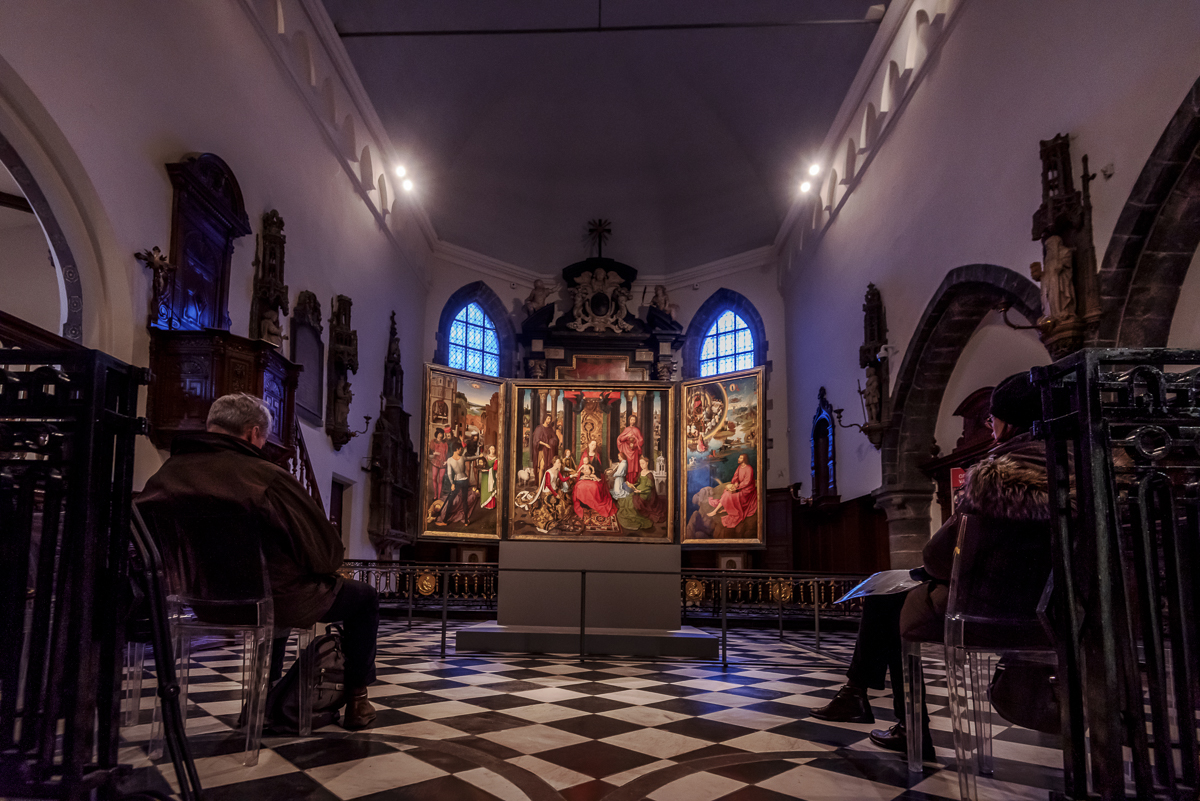
Gezicht op de kapel van het Sint-Janshospitaal met het Sint-Jansdrieluik van Hans Memling

Tot 1990 was de volledige collectie van het Sint-Janshospitaal en de hospitaalgebouwen zelf eigendom van het OCMW als erfgenaam van de Commissie der Burgerlijke Godshuizen. In 1990 werden de gebouwen overgenomen door de Stad Brugge, die ook de uitbating van het museum opnam in de werking van de Stedelijke Musea, nu Musea Brugge. De collectie historische schilderijen, gebruiksvoorwerpen en archieven bleef tot 2018 eigendom van het OCMW, maar is sindsdien door de integratie met de stedelijke overheid samengevoegd met het stadsarchief en de museale werking.

## Chronologie
- Circa 1150: opgravingen uitgevoerd in 1983 en in 1997 wijzen op het bestaan van een eerste rechthoekige zaal met langgevel aan de Mariastraat.
- 1188: oudst bewaard document met reglement van een bestaande gemeenschap.
- Circa 1234: bouwen van de romaanse toren en middelste ziekenzaal, haaks op de eerste zaal (volgens dendrochronologisch onderzoek).
- 1268: bouwen van de noordelijke ziekenzaal met aansluitend de kerk toegankelijk vanuit de ziekenzaal (volgens dendrochronologisch onderzoek).
- 1285-1290: bouwen van de zuidelijke ziekenzaal (volgens dendrochronologisch onderzoek).
- Tweede helft 13de eeuw: bouwen van broederklooster en eerste huis aan zuidzijde van de kloostergang.
- 1310: bouwen van een brouwerij. De zusters kwamen.
- 1336: uitbreiding en wijding van het bestaande kerkhof.
- 1413: bouwen midden op het kerkhof van een gotisch, eenbeukig kerkhofkapelletje met transept.
- Eerste helft 15de eeuw: bouwen van de Sint-Corneliuskapel.
- 1459: overgang van de lekengemeenschap naar een reguliere gemeenschap verder gebaseerd op de regel van de Heilige Augustinus.
- 1503: bouwen van het portaalgebouw, van de apotheek van het broederklooster en van de kloostergang met tweede huis aan de zuidzijde ervan.
- 1539-1544: oprichten van het zusterklooster met uitbreidingswerken tussen 1540-1560, eerste kwart 17de eeuw en 1685.
- Rond 1635: de broeders verlaten het klooster, de zusters nemen bestuur en administratie over.
- Rond 1637: vernieuwing van het kerkinterieur.
- 1643: vestiging apotheek in het voormalige broederklooster.
- 1685: toevoegen van de kapittelzaal aan het zusterklooster.
- 1796: toewijzen van het beheer aan "De Commissie voor de Burgerlijke Godshuizen". De werking van het hospitaal blijft behouden.
- 1817: inrichten van een kraaminrichting in de Mariastraat (huidige pand nummer 36).
- 1820: kerk wordt afgesloten van de ziekenzalen.
- 1839: opening Memlingmuseum in de kapittelzaal van het zusterklooster.
- 1856-1858: bouwen van nieuwe ziekenzalen naar ontwerp van architect Isidore Alleweireldt (Brugge). De oude ziekenzalen worden voorzien voor afbraak, wat geen doorgang vindt. Ze worden onder meer gebruikt als stapelruimte. De kerk blijft in gebruik tot in 1984.
- 1857: herstelling van de middelste en zuidelijke ziekenzaal naar ontwerp van architect I. Alleweireldt.
- 1884-1892: bouw van de Minnewaterkliniek voor terminale zieken, door architect L. Delacenserie (Brugge).
- 1895-1913: grondige historiserende restauratie van de middeleeuwse ziekenzalen, toren en broederklooster naar ontwerp van architecten C. De Wulf, L. Delacenserie (Brugge) en J. Coomans (Ieper).
- 1908-1910: bouw van kraamkliniek in Oostmeers 17, naar ontwerp van architect A. De Pauw (Brugge).
- 1913: achter Mariastraat 36, neogotische bouw van een oogkliniek, naar ontwerp van A. De Pauw (Brugge).
- Jaren 1920: naast vorig gebouw, oprichten van gebouwen voor neus-, oor- en keelziekten, naar ontwerp van architect J. Viérin (Brugge).
- 1935-1940: ombouwen van de Minnewaterkliniek tot onderdeel van het Sint-Janshospitaal, met aanleg van een verbindingsweg en viaduct boven Zonnekemeers.
- 1949-1961: restauratie van de Reiegevel en het interieur naar ontwerp van architect J. Verbeke (Brugge), met plaatsen van dakkapellen in de kerk. Verdeling van de ruimte vanwege het verdere gebruik door het klooster van ziekenzalen en kerk: slechts het oostelijke deel van de zuidelijke zaal wordt als museum ingericht.
- 1949-1979: Gebruik van de ene helft van de oude ziekenzalen als 'kapittelzaal' voor de kloosterzusters, de andere helft, voortaan 'gotische zaal' genoemd als culturele ruimte voor muziekuitvoeringen (Festival Musica Antiqua), banketten ('candlelight dinners'), congressen (voornamelijk medische bijeenkomsten), tentoonstellingen.
- 1976: verhuis van het Sint-Janshospitaal naar het nieuw gebouw op Sint-Pieters. Geleidelijke afbraak van gebouwen uit derde kwart van de 20ste eeuw en aanleg van park en parking.

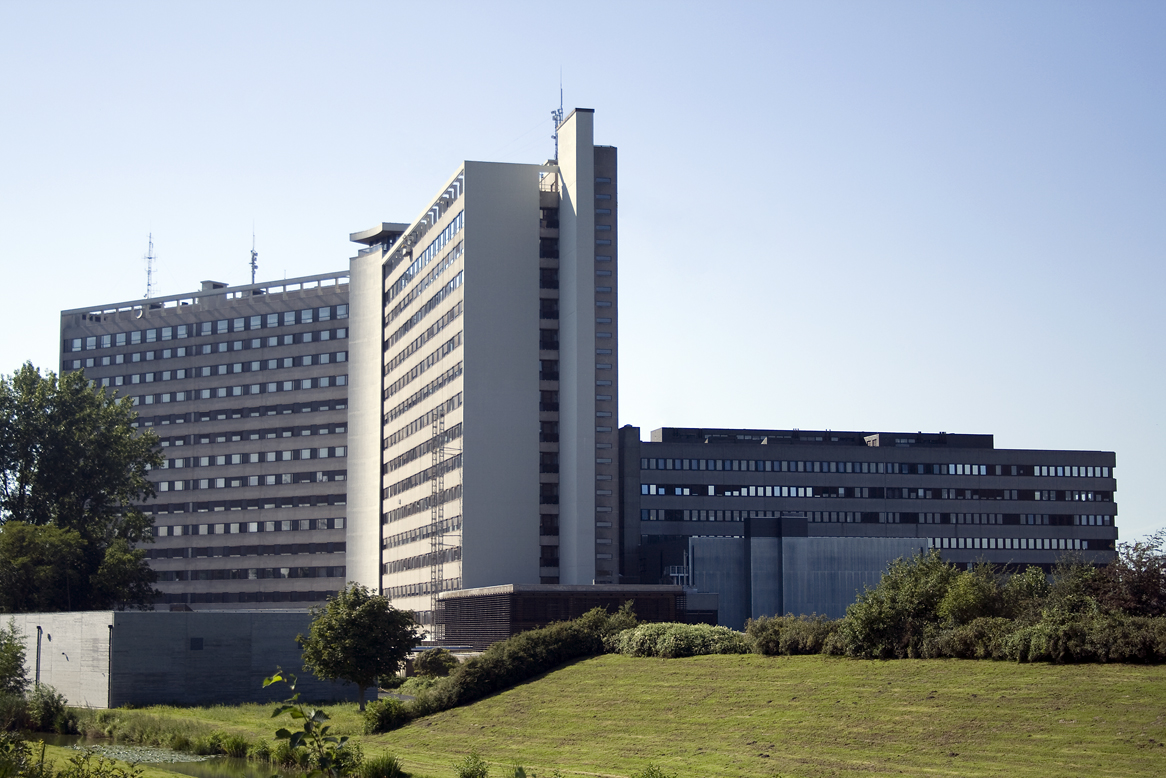
De huidige hoofdcampus van het AZ Sint-Jan op Sint-Pieters

- 1978: onderbrengen van de Dienst Infrastructuur en Ruimtelijke Ordening in de voormalige kraamkliniek aan de Oostmeers.
- 1979-1985: restauratie naar ontwerp van architect L. Vermeersch (Brugge) en gedeeltelijke herinrichting van de historische gebouwen als museumruimten. Ontdekking van drie 14de- en 15de-eeuwse grafzerken hoofdzakelijk gesitueerd in de zuidelijke ziekenzaal. De schilderijen van Hans Memling krijgen een plaats in de kerk en Sint-Corneliuskapel. Onderbrengen van de dienst archeologie en enkele museumdiensten in de gebouwen aan de Mariastraat.
- 1984: Beëindiging van kerkelijke diensten in de kerk en inrichting als Memlingmuseum.
- 1986-1994: restaureren van alle gevels van het oude hospitaal naar ontwerp van architect L. Vermeersch (Brugge).
- 1996-2001: restauratie van interieur en bedaking van de oude ziekenzalen naar ontwerp van architect L. Vermeersch (Brugge), waarbij zalen en kerk worden weer één ruimte. Nieuwe museuminfrastructuur naar ontwerp van tentoonstellingsarchitect P. Vandebotermet (Kersbeek-Miskom) en glazen onthaalruimte en museumshop naar ontwerp van architect L. Vermeersch (Brugge). Belangwekkende opgravingen geven informatie over onder meer: gedeeltelijke situering van de vroegste ziekenzaal, oud riolenstelsel uitmondend in de Reie, alkoven rustend op bakstenen funderingen teruggaand tot 13de-14de eeuw, 14de-eeuwse vloerfragmenten van keramiektegels op de begane grond en zolder van de zuidzaal, enkele 17de- en 18de-eeuwse grafkelders.

## Geneeskunde in Sint-Jan
In een ziekenhuis zijn uiteraard, naast patiënten en verzorgend personeel, ook artsen. Over de periode van chirurgijns en genezers valt in verband met het Sint-Janshospitaal niet zo veel te zeggen. De zieken die naar het hospitaal werden gebracht, kwamen er meestal om er te sterven. De artsen waren over het algemeen niet vast aan het ziekenhuis verbonden en kwamen er eigen patiënten bezoeken. Onder het ancien régime waren weinig of geen dokters uitsluitend werkzaam in het hospitaal, maar ze hadden hun eigen privécliënteel. Het belet niet dat het hospitaal Sint-Jan, door het aantal zieken, een centrum voor ontmoeting was voor de lokale dokters en de plek waar de geneeskunde vooruitgang boekte.
In de zeventiende eeuw was de voornaamste arts in Brugge Thomas Van den Berghe of Thomas Montanus.
In de negentiende eeuw kwam vooral de naam naar voor van Isaac De Meyer, een chirurg bekend om zijn handigheid bij het amputeren, maar ook en vooral als historicus van de geneeskunde in Brugge.
In de twintigste eeuw schitterde voornamelijk Joseph Sebrechts, die aan de chirurgie, zoals ze in het Sint-Janshospitaal beoefend werd, een nationale, zo niet internationale uitstraling gaf.

### Geneesheren van het Sint-Janshospitaal

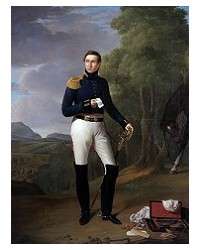
Portret van Isaac De Meyer

- Montanus
- François Rapaert
- Isaac De Meyer
- Jacques De Mersseman
- Désiré De Meyer
- Joseph Sebrechts
- Robert Pannier
- René Pannier
- Luc Calliauw
- Michel D'Hooghe
- William De Groote

## De discussies over het behoud van het 19de-eeuwse hospitaal
- Luc DEVLIEGHER, Problemen rond het Sint-Janshospitaal te Brugge, in: Handelingen van het Genootschap voor Geschiedenis te Brugge, 1980.
- Willy P. DEZUTTER, Het Sint-Jansdomein, continuïteit of discontinuïteit?, in: Brugs Ommeland, 1981.
- Marc RYCKAERT, De 19de-eeuwse ziekenzalen van het Sint-Janshospitaal: slopen of behouden?, in: Brugs Ommeland, 1981.
- Andries VAN DEN ABEELE, Het negentiende-eeuwse Sint Jan, een monument, vzw Marcus Gerards, Brugge, 1981.
- St.-Jan, in: De Lastige Bruggeling, juni-juli 1982, p. 8-11.
- Marnieks PUYPE & Eric VAN HOVE, Het Salomons-oordeel is gevallen: in het oude Sint-Jansbeluik komt géén reuzehotel, in: Kan't, april 1984.
- Talrijke artikels in de lokale kranten over de periode 1977-1991.